# تشانغجياجيه

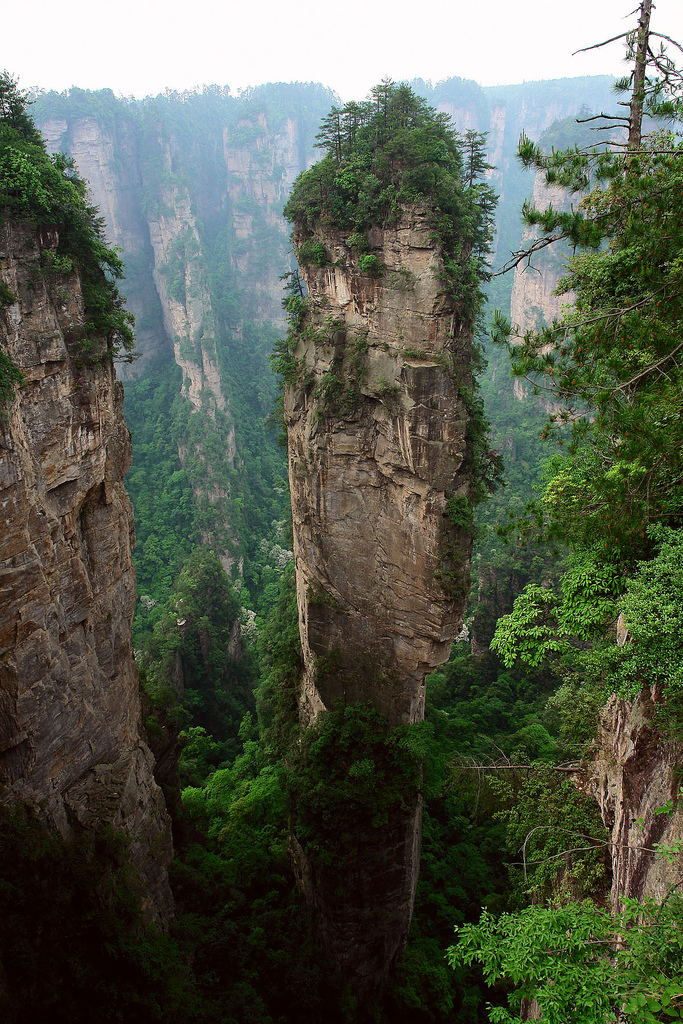
ولينغيوان

تشانغجياجيه (باللغة الصينية: 张家界) هي مدينة في الشمال الغربي لمقاطعة هونان في الصين. وتقع في وسط هذه المنطقة أيضا جبال ولينغيوان الشهيرة بجبالها العمودية الخضراء، والتي ضمتها اليونيسكو إلى قائمة التراث العالمي في عام 1992 . كما أنها تعتبر منطقة سياحية بتقدير AAAAA scenic area طبقا للإدارة الوطنية الصينية للسياحة.

## تاريخها
كان اسم المدينة سابقا «دايونغ»大庸 ويرجع تاريخها على 221 قبل الميلاد. عاش الإنسان هنا على ضفتي 
نهر «ليشوي» والذي يسمى أيضا (النهر الأم لزانغجياجي)، وعاش الإنسان هنا منذ العصر الحجري.
يعود إستقرار الناس في نمنطقة تشانغجياجيه إلى نحو 100.000 سنة، وتوجد بها منطقتان اثريتان «كسيان» و «بيجينغ» وغيرهما. وقد اكتشفت الأكاديمية الصينية للعلوم الاجتماعية في عام 1986 آثار من العصر الحجري في «سيلي» وعثرت على 108 من القطع الأثرية الحجرية. من بينها قطع حجرية مستدقة مدببة، وقطع حجرية مقطعة ومحشوة وأخرى في شكل مستوي. وطبقا لعلماء الآثار الصينيين يرجع تاريخها إلى 100.000 سنة سبقت. كما عثر معهد الآثار هوان في عام 1988 ثلاثة قطع أثرية خجرية يعود تاريخها إلى 100.000 سنة في منطقة «سانغزي».

## أصل الاسم
تغير اسم المدينة إلى تشانغجياجيه في عام 1994 بدلا من مجرد منتزه الغابات الوطني لإعطائها أهمية في وسط المنطقة البديعة ولينغيوان لجذب السياح بعد أن أعلنتها اليونيسكو كمنطقة تراث عالمي في عام 1992. أصبح منتزه الغابات الوطني باسم تشانغجياجيه نسبة إلى قرية صغيرة في محيطها وأصبحت الآن مركزا سياحيا كبيرا يستقبل السياح من كل حدب وصوب.
الاسم زانغجياجي (张家界) مكون من ثلاثة أسماء: زانج (张) وهو اسم دارج في الصين
«جيا» (家) ومعناه عائلة؛ و «جي» (界) ومعناها موطن، أي أن معنى اسم زانغجياجي معناها «موطن عائلة زانج».

## صور إضافية

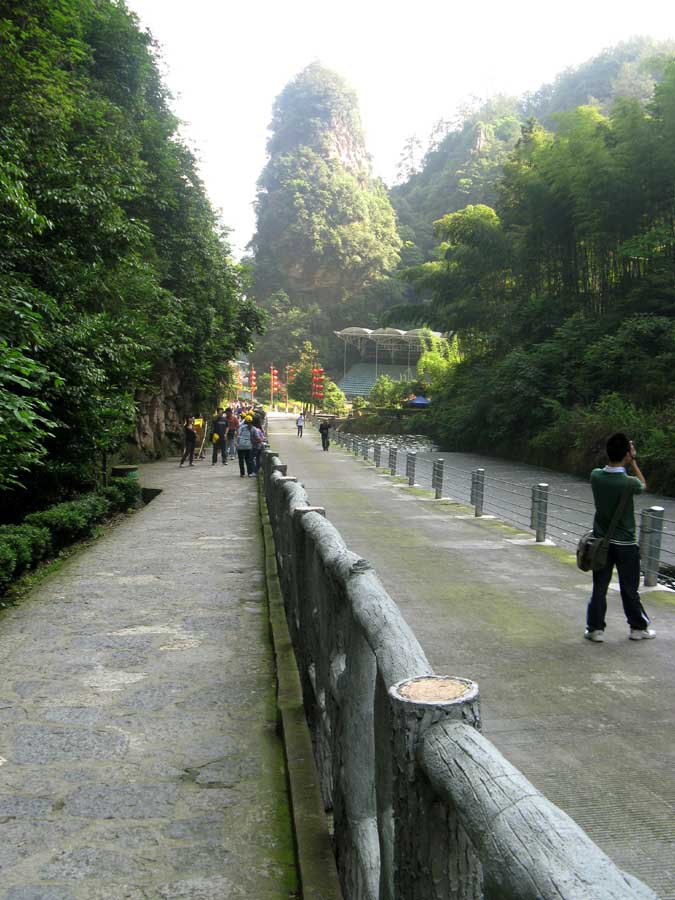
الطريق إلى بحيرة باوفينغ
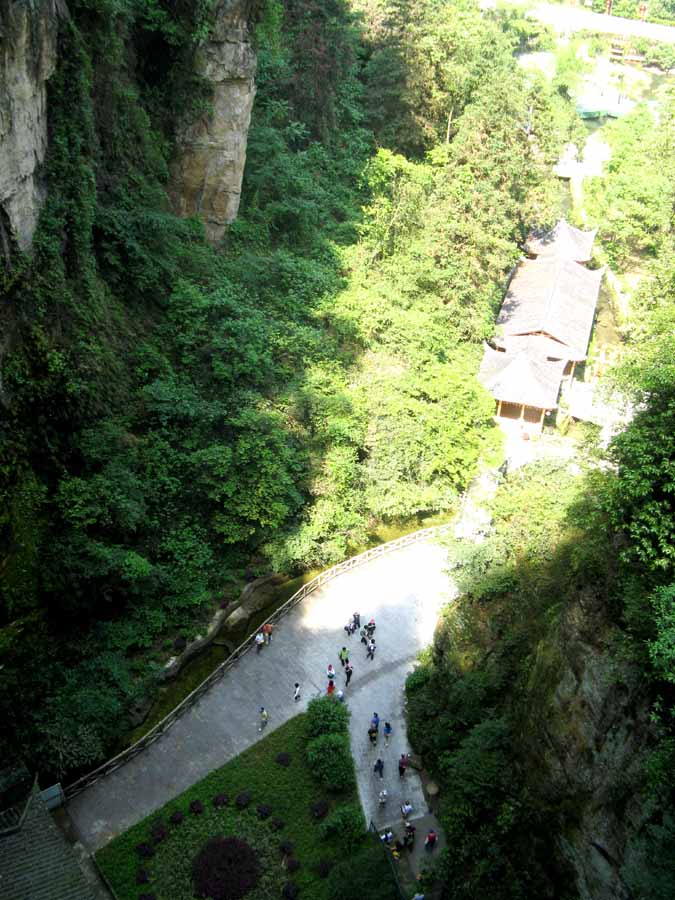
منظر من الجبال
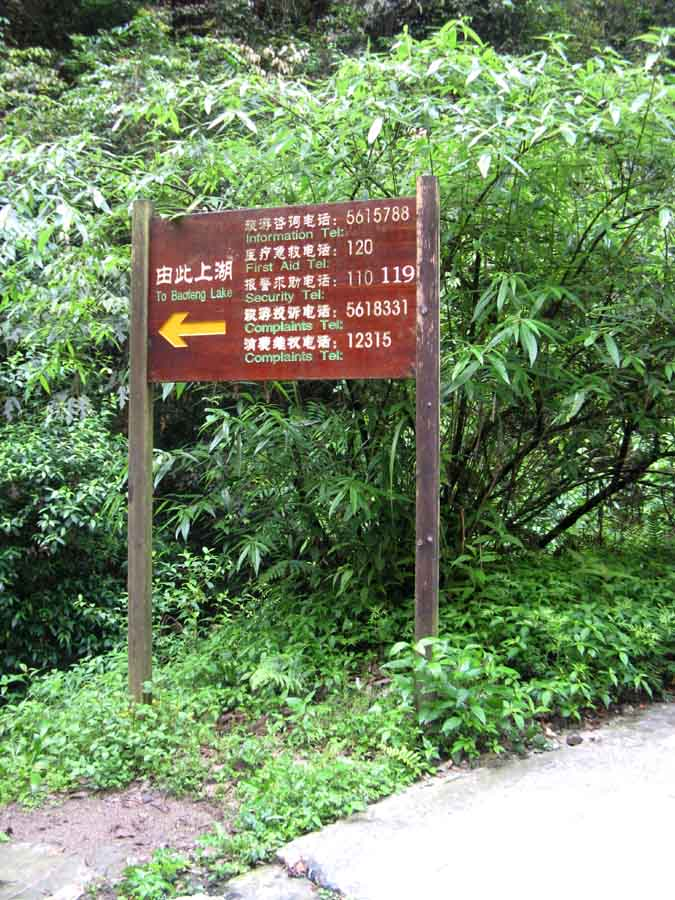
طريق إلى بحيرة باوفينغ
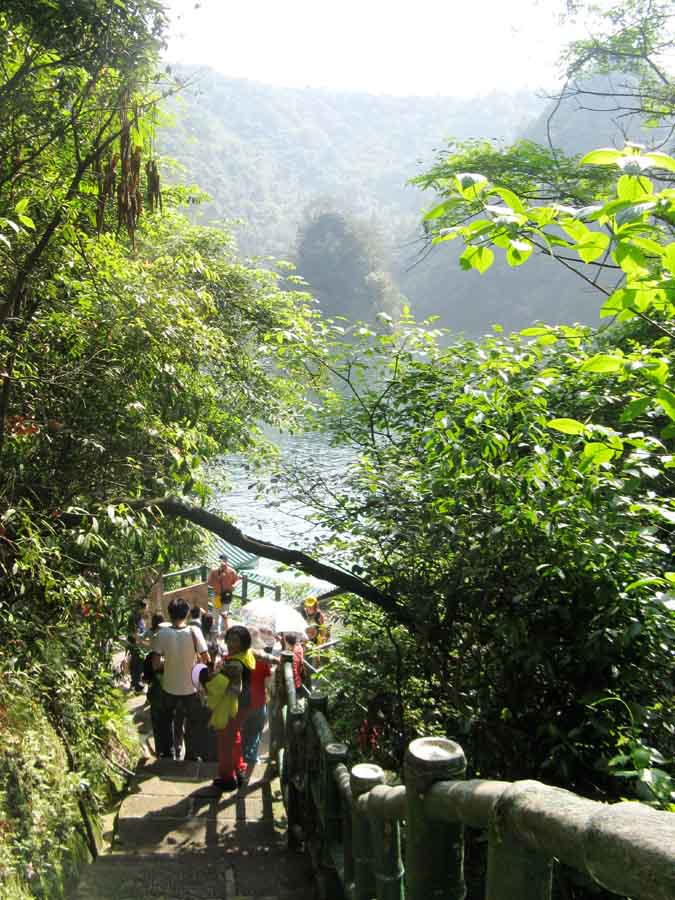
سلم إلى بحيرة باوفينغ
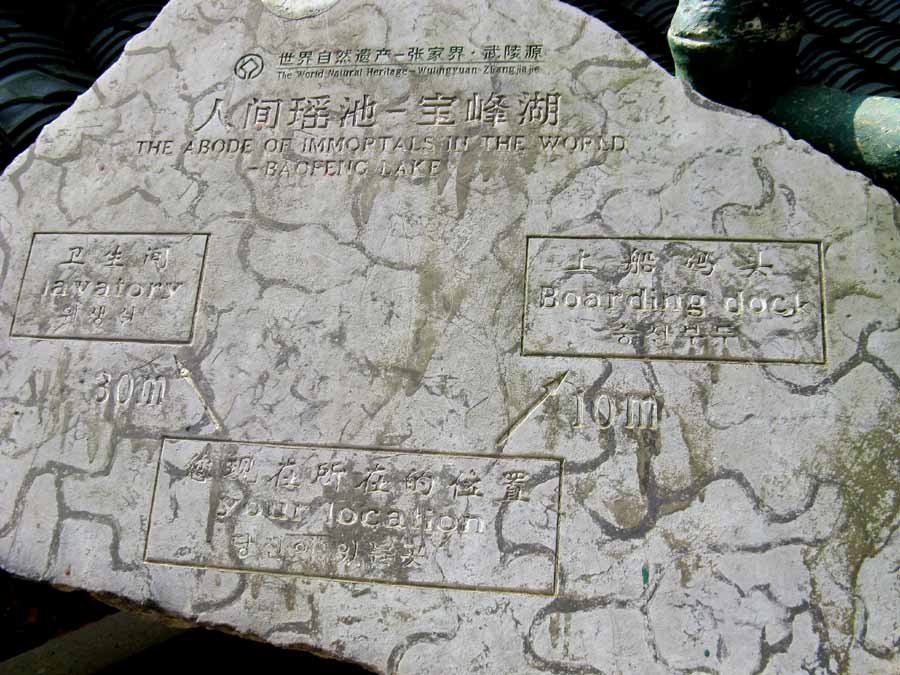
حجر اتجاهات
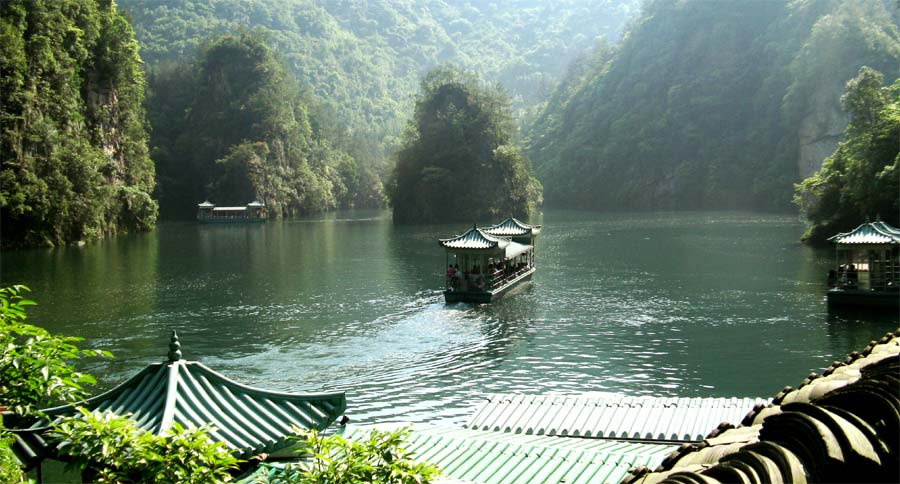
مركب صيني تقليدي
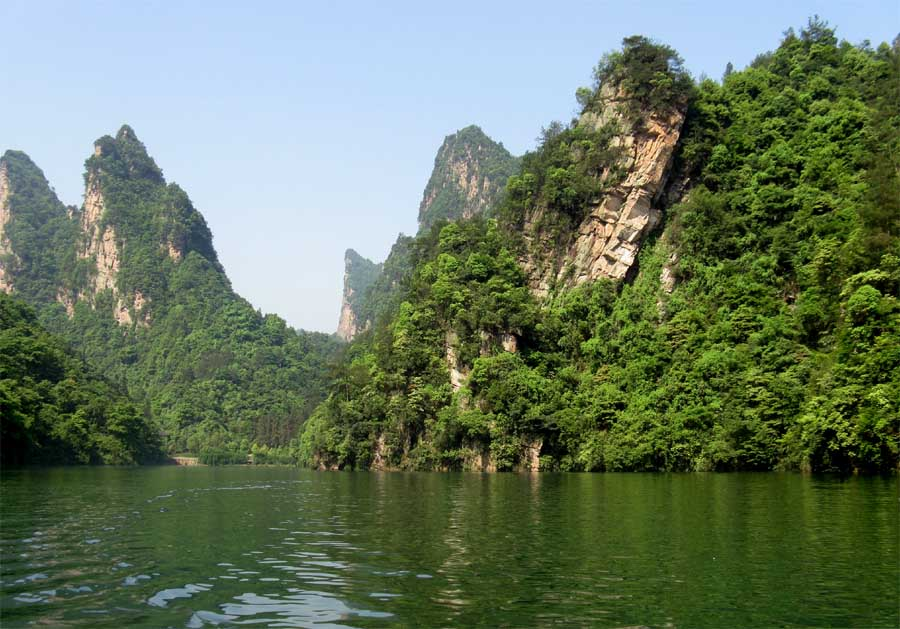
بحيرة باوفينغ
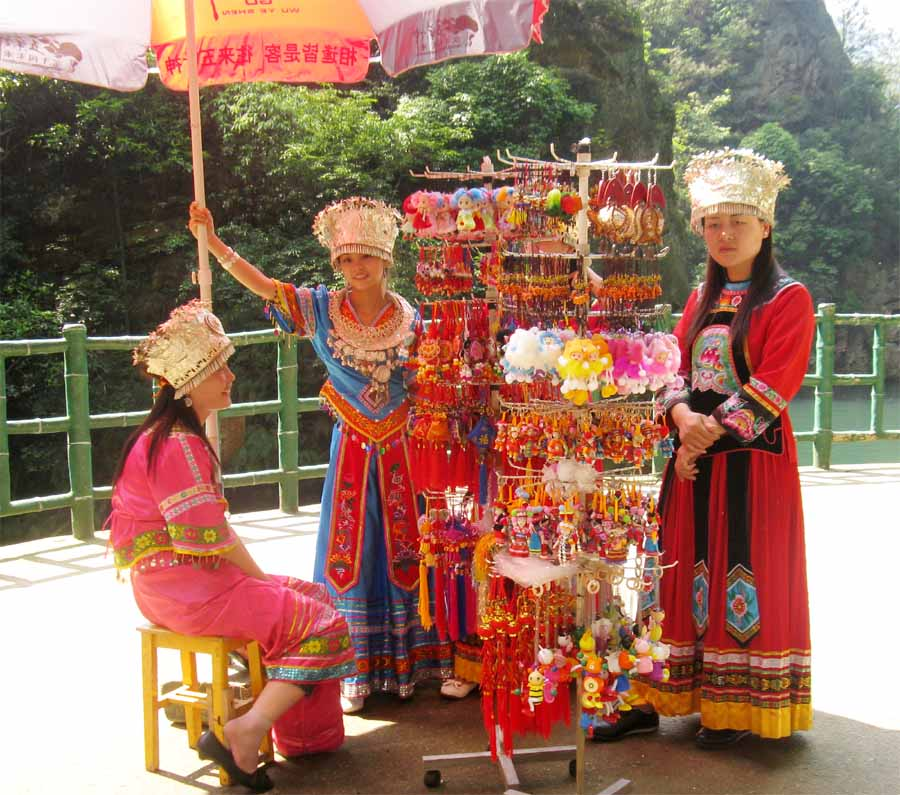
فتيات صينيات من قبيلة توجا في ملبسهن القومي .

## اقرأ أيضا
- الجسر الزجاجي (زانغجياجي)
- بكين
- ولينغيوان
- بحيرة باوفينغ
- محافظة يونغشون
- توجيا (شعب)
- جبل تيان آن من